# Assisi (meteorito)
Assisi es un meteorito de condrita H que cayó a la tierra a las 7 a. m. el día 24 de mayo de 1886 en Umbría, Italia.
Sólo se encontró una sola piedra de 2 kilogramos.

## Clasificación
Se clasifica como una condrita ordinaria y pertenece al tipo petrológico 5, por lo que se asignó al grupo H5.